# Xi Mensae
Xi Mensae (21 Mensae) é uma estrela na direção da constelação de Mensa. Possui uma ascensão reta de 04h 58m 50.99s e uma declinação de −82° 28′ 13.9″. Sua magnitude aparente é igual a 5.84. Considerando sua distância de 349 anos-luz em relação à Terra, sua magnitude absoluta é igual a 0.69. Pertence à classe espectral G8III.